# كوين باكنر
كوين باكنر (بالإنجليزية: Quinn Buckner)‏ مواليد 20 أغسطس 1954 في فونيكس، هو لاعب كرة سلة أمريكي سابق بدأ مسيرته الاحترافية في سنة 1976 ويحمل الرقم 21, 28, 25. يبلغ طوله 6 قدم 3 بوصة (1.9 م). اعتزل اللعب في 1986.

## فرق لعب لها
- ميلووكي باكز
- بوسطن سيلتكس
- إنديانا بايسرز

## الميداليات
| الميدالية | المسابقة                         |
| --------- | -------------------------------- |
| ذهبية     | الألعاب الأولمبية الصيفية 1976   |
| برونزية   | بطولة كأس العالم لكرة السلة 1974 |

## روابط خارجية
- كوين باكنر على موقع الاتحاد الدولي لكرة السلة (الإنجليزية)
- كوين باكنر على موقع إن بي أي (الإنجليزية)
- كوين باكنر على موقع سبورتس رفرنس (الإنجليزية)
- كوين باكنر على موقع كلية كرة السلة في سبورتس رفرنس.كوم (الإنجليزية)
- كوين باكنر على موقع ريلجم (الإنجليزية)
- كوين باكنر على موقع بروبوليرز (الإنجليزية)
- كوين باكنر على موقع قاعة المشاهير الجامعة الوطنية لكرة السلة (الإنجليزية)
- كوين باكنر على موقع سبورتس رفرنس (الإنجليزية)
- كوين باكنر على موقع سبورتس رفرنس (الإنجليزية)
- كوين باكنر على موقع أوليمبيديا (الإنجليزية)